# 朗豪坊諸靈堂
诸灵堂（英語：All Souls Church）是一座英格蘭圣公会教堂，位于英国伦敦马里波恩摄政街北端的朗豪坊，BBC廣播大樓南侧。建于1824年，由建筑师约翰·纳西设计。
诸灵堂每週日的礼拜，除了信徒以外，还有许多游客參與，平均每週约有2500人进入教堂。